# Gerardo Privat
Gerardo Miguel Privat Dextre (Trujillo, 16 de junio de 1979 - Trujillo, 18 de febrero de 2018), fue un célebre modista peruano fundador de las firmas Casa Privat y Casa Atelier.

## Biografía

### Primeros años
Gerardo Privat Dextre nació en Trujillo, desde pequeño se sintió atraído por el diseño de trajes y vestidos además del baile. Estudió en el colegio particular mixto Interamericano y fue campeón nacional del Festival de la Marinera de 1999. En 2004 inauguró la firma de moda Casa Privat y tres años más tarde junto a PromPerú y Jessica Newton se dio a conocer en la revista Perú Moda lo que le sirvió para volverse reconocido.

### Fama y declive
En 2009 funda la Casa Privat con su entonces pareja y socio Marco Gamboa y comienzan a vestir a figuras importantes como Magaly Medina, Denisse Dibós, Anahí de Cardenas, Érika Villalobos; entre otras, su estilo malvado y soberbio era el sello de su empresa.
Participó en las ediciones de Lima Fashion Week (Semana de la Moda de Lima), considerado por los críticos de la moda como uno de los mejores diseñadores del país, preocupándose siempre por la puesta en escena de sus colecciones, sobre todo para sus clientas en las que había provocado la fiebre "Privat": algunas de las que querían tener las piezas antes de que estuvieran en pasarela, todas asistían vestidas Privat para sus desfiles.
En 2016 ingresó a una clínica de rehabilitación por una fuerte adicción, su estado de salud era delicado y solo en algunas ocasiones se podía poner de pie. Ese mismo año en el canal de televisión Día D anunció que su hermana María Lucía Privat le había arrebatado la Casa Privat y su marca como tal, Gerardo Privat. Ella se defendió diciendo que la transacción de la autoridad fue hecha de manera legal. Esto ocasionó una disputa entre familiares por la empresa que terminó en una acción judicial en donde Gerardo fue acusado de difamación,«por difamación». Acusación de la cual fue absuelto poco antes de su deceso. Paralelamente la empresa ahora perteneciente a su hermana fue perdiendo popularidad,ya que nunca pudo superar al talento original de su fundador.

### Fallecimiento
Privat se encontraba muy delicado de salud, sufrió dos edemas cerebrales y una depresión avanzada causada por la disputa en la que se encontraba por recuperar su marca. La madrugada del 18 de febrero fue internado en el Hospital Regional Docente de Trujillo en donde falleció.

## Estilo y legado

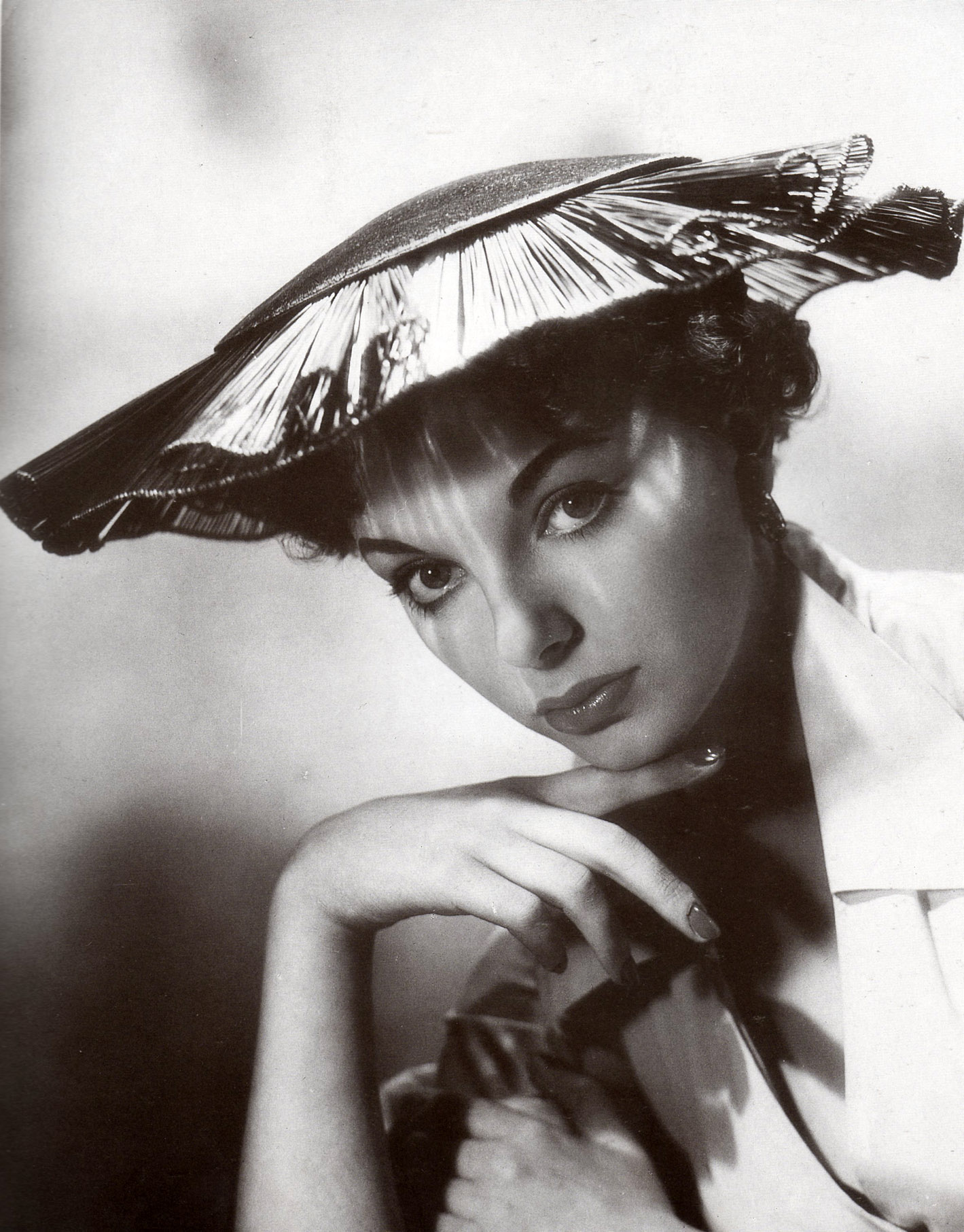
La forma poco ortodoxa de vestir de Joan Collins era una de las inspiraciones de Privat.

Desde sus inicios, Gerardo buscó diferenciarse en su propuesta, cambió la visión del mercado de moda de lujo peruano que hasta el momento estaba centrado en los vestidos hechos a medida y donde los diseñadores no quedaban como más que couturiers cuyos nombres morían con ellos. Privat tenía ambiciones de trascender, de sembrar una marca, así llegó a Lima después de estudiar diseño de modas en el Chaffey College de California y sin dudarlo abrió una tienda en el corazón del distrito de San Isidro en el que él mismo diseñaba, supervisaba la confección y vendía. La propuesta era completamente innovadora, atrevida y trasgresora para la conservadora Lima; prints sobre prints y mezclas de colores que no se creían combinables, cinturones cargados y cortes casi quirurjicos, algo nunca antes visto. Junto a la propuesta en diseño, Privat empezó una agresiva campaña de marketing, algo que el conjunto de diseñadores peruanos no había conocido: eventos, mailings, bases de datos al detalle, obsequios, seguimientos, conceptualización y, sobre todo, un estilo de vida. Así nació la Mujer Privat.
Privat trabajaba mayoritariamente con público femenino y definía a sus clientas como mujeres Privat. Su estilo se autodefinía como «glamoroso y exuberante», inspirado en trajes de actrices de fama internacional como Joan Collins. de igual manera su estilo e isotipo hacían referencias a los zares de Rusia y a la diosa de la mitología griega Hera.

## Controversias
En 2012 en plena cúspide de su éxito tuvo un altercado con la bloguera Lorena Salmón vía Twitter en la que la publicación por parte de Privat «#MujerQueNoEsMalaEsChola» generó un escándalo a nivel nacional y el modista fue tildado de racista y discriminador, Privat trató de defenderse excusando que «en la moda no hay que tomarse las cosas muy en serio».